# Bãi Bông
Bãi Bông là một phường thuộc thành phố Phổ Yên, tỉnh Thái Nguyên, Việt Nam.

## Địa lý
Phường Bãi Bông nằm ở phía đông bắc thành phố Phổ Yên, có hình dáng kéo dài theo hướng bắc – nam, phía nam giáp phường Đồng Tiến, các phía còn lại giáp phường Hồng Tiến.
Phường Bãi Bông có diện tích 3,51 km², dân số năm 2021 là 7.418 người, mật độ dân số đạt 2.113 người/km² .
Trên địa bàn phường có tỉnh lộ 261 chạy qua, nối thành phố Phổ Yên và huyện Phú Bình. Đường sắt Hà Nội – Quan Triều là ranh giới phía tây của phường.

## Lịch sử
Phường Bãi Bông trước đây vốn là thị trấn Bãi Bông thuộc huyện Phổ Yên, được thành lập vào ngày 9 tháng 9 năm 1972 trên cơ sở một phần diện tích và dân số của xã Hồng Tiến.
Năm 1999, thị trấn Bãi Bông có diện tích 3,36 km², dân số là 3670 người.
Ngày 15 tháng 5 năm 2015, Ủy ban Thường vụ Quốc hội ban hành Nghị quyết số 932/NQ-UBTVQH13. Theo đó, chuyển huyện Phổ Yên thành thị xã Phổ Yên và thành lập phường Bãi Bông thuộc thị xã Phổ Yên trên cơ sở toàn bộ 350,65 ha diện tích tự nhiên và 5.614 người của thị trấn Bãi Bông.
Đến năm 2019, phường Bãi Bông được chia thành 12 tổ dân phố: Cầu Rẽo, Thống Nhất, Trung Tâm, Đồng Quang, Đồng Tâm, Bông Hồng, Đại Hưng, Đại Phú, Đại Thịnh, Đại Xuân, Đại Cát, Đại Đồng.
Ngày 11 tháng 12 năm 2019, sáp nhập tổ dân phố hai tổ dân phố Đồng Quang và Đồng Tâm thành tổ dân phố Tâm Quang, sáp nhập hai tổ dân phố Đại Phú và Đại Hưng thành tổ dân phố Phú Hưng.
Ngày 10 tháng 4 năm 2022, thành lập thành phố Phổ Yên trên cơ sở toàn bộ diện tích và dân số của thị xã Phổ Yên, phường Bãi Bông trực thuộc thành phố Phổ Yên như hiện nay.

## Hành chính
Phường Bãi Bông được chia thành 10 tổ dân phố: Bông Hồng, Cầu Rẽo, Đại Thịnh, Đại Xuân, Đại Cát, Đại Đồng, Phú Hưng, Tâm Quang, Thống Nhất, Trung Tâm.